# Săveni

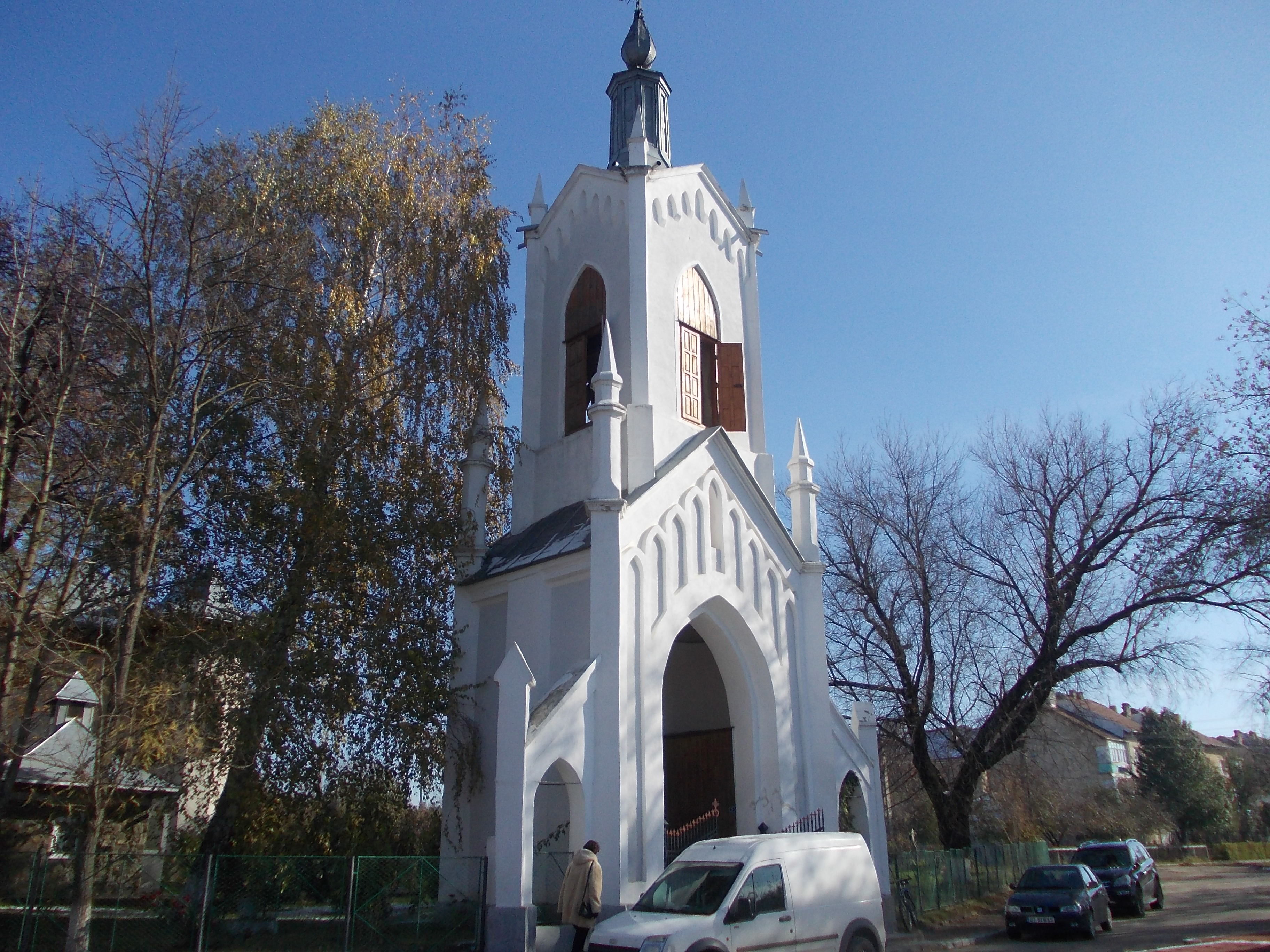
Torre do sino da Igreja de São Nicolau Săveni, Botoșani.

Săveni é uma cidade da Roménia com 8.685 habitantes, localizada no judeţ (distrito) de Botoşani.